# 91-я пехотная дивизия (вермахт)
91-я пехотная (посадочно-десантная) дивизия (нем. 91. Luftlande-Infanterie-Division) — тактическое соединение сухопутных войск нацистской Германии периода Второй мировой войны. Предназначалась для выполнения воздушно-десантных задач.

## История
91-я пехотная (посадочно-десантная) дивизия была сформирована 15 января 1944 года на территории военного учебного полигона «Баумхольдер» в 12-м военном округе во время 25-й волны мобилизации вермахта.
Переброшенная из Баумхольдера в район Реймса дивизия предназначалась для выполнения воздушно-десантных задач, перевооружение регламентировалось приказом от 6 марта 1944 года. К дивизии также был приписан 6-й парашютный полк.
Дивизия была расположена в зонах высадки 82-й и 101-й воздушно-десантных дивизий США. В первый день вторжения командир дивизии был убит американскими парашютистами. Дивизия вела ожесточённые бои в районе Сент-Мари-дю-Мон и была уничтожена наступающими американскими войсками. Расформирована 10 августа 1944 года, уцелевшие части 5 ноября 1944 года были переданы в 344-ю пехотную дивизию.

## Местонахождение
- Германия с февраля по июнь 1944
- Франция с июня по август 1944

## Подчинение
- 84-й армейский корпус 7-й армии группы армий «Б» (июнь — август 1944)

## Командиры
- генерал-лейтенант Бруно Ортнер (15 января — 26 апреля 1944)
- генерал-лейтенант Вильгельм Фаллей (26 апреля — 6 июня 1944)
- генерал-майор Бернхард Клостеркемпер (6 — 10 июня 1944)
- генерал-лейтенант Ойген Кёниг (10 июня — 10 августа 1944)

## Состав
- 1057-й пехотный полк (Grenadier-Regiment 1057)
- 1058-й пехотный полк (Grenadier-Regiment 1058)
- 191-й артиллерийский полк (Artillerie-Regiment 191)
- 191-й сапёрный батальон (Pionier-Bataillon 191)
- 191-й противотанковый дивизион (Panzerjäger-Abteilung 191)
- 191-й батальон связи (Nachrichten-Abteilung 191)
- 191-й отряд материального обеспечения (Nachschubtruppen 191)
- 191-й полевой запасной батальон (Feldersatz-Bataillon 191)